# 魏今非
魏今非（1903年—1983年10月17日），男，江苏句容人，中华人民共和国政治人物，曾任广东省人民委员会副省长，国家工商行政管理总局党组书记、局长，第五届全国政协委员。